# Bulawayo
Bulawayo er en by i den sydvestlige del af Zimbabwe, der med et indbyggertal (pr. 2005) på cirka 676.000, er landets næststørste by efter hovedstaden Harare. Byen blev grundlagt af de britiske koloniherrer i 1871. 
20°10′S 28°34′Ø / 20.167°S 28.567°Ø
- Wikimedia Commons har flere filer relateret til Bulawayo